# Leka II. Zogu Albánský
Leka Zogu, princ Albánský, nebo Leka II. Zogu (* 3. ledna 1982, JAR, celým jménem Leka Anwar Zog Reza Baudouin Msiziwe Zogu), je od 30. listopadu 2011 hlava dynastie Zogu a pretendentem albánského trůnu. Leka Zogu je jediným synem korunního prince Leky (a jeho manželky Susan Cullen-Ward), který byl jediným synem krále Zoga I. Princ Leka se narodil v Jihoafrické republice, která místo, kde se narodil, prohlásila nakrátko územím Albánie, aby se nový princ narodil ve své zemi. Jeho kmotrem byl belgický král Baudouin, po kterém nese jméno. Stejně tak je pojmenován i po íránském šáhovi Muhammadovi Rezá Pahlavím, egyptském prezidentovi Anwaru as-Sadatovi a dědečkovi Zogovi I.
Princ Leka pracoval od roku 2007 na albánském ministerstvu zahraničí a po dvou letech přešel na ministerstvo vnitra. Po zvolení Bujara Nishaniho albánským prezidentem v roce 2012 byl po dva roky jeho politickým poradcem. 
Leka je prezidentem albánské golfové federace. 

## Rodina
V roce 2010 se zasnoubil s albánskou herečkou Eliou Zaharia. Pár byl 8. října 2016 oddán tiranským starostou Erionem Veliajem v Prezidentském paláci (původně královském) v Tiraně.
Jediný potomek páru, dcera Geraldine se narodila 22. října 2020 v Tiraně. Jméno nese jméno po své prababičce, albánské královně Geraldine (1915–2002).
Začátkem roku 2024 byl oběma stranami oznámen rozpad manželství. K rozvodu manželství došlo 25. dubna 2024.